# Houssine Kharja
Houssine Kharja (in arabo حسين خرجة‎?; Poissy, 9 novembre 1982) è un ex calciatore francese naturalizzato marocchino, di ruolo centrocampista.

## Caratteristiche tecniche
È in grado di ricoprire indifferentemente il ruolo di trequartista e quello di regista, pur considerando quest'ultimo il proprio ruolo naturale. È abile negli inserimenti offensivi. Ad inizio carriera è stato impiegato anche come difensore centrale.

## Carriera

### Club

#### Inizi e arrivo alla Ternana
Kharja inizia la sua carriera nelle giovanili della squadra francese del Paris Saint-Germain, prima di essere acquistato dallo Sporting Lisbona e in seguito, nel 2001, dalla Ternana dove disputa quattro stagioni ad alto livello sfiorando anche la Serie A.

#### Roma
Nel 2005 passa in prestito con diritto di riscatto della comproprietà alla Roma, in cambio del prestito di Gianluca Galasso e della comproprietà di Daniele Corvia. Inizialmente è poco considerato da Luciano Spalletti, tuttavia nel corso della stagione trova spazio come rincalzo. Esordisce in Serie A il 21 settembre 2005 in Roma-Parma (4-1), e realizza il suo primo gol con la maglia giallorossa nel pareggio della sua squadra in Juventus-Roma (1-1) del 25 marzo 2006. A fine stagione non viene riconfermato, anche a causa delle elevate pretese economiche della Ternana, e fa ritorno alla formazione umbra, nel frattempo retrocessa in Serie C1.

#### Ritorno alla Ternana, Piacenza e Siena
A causa del declassamento, il giocatore richiede la rescissione del contratto, entrando in lite con la società; per essersi rivolto alla giustizia ordinaria subisce una squalifica fino ad aprile 2007, poi revocata. Nello stesso mese ottiene lo svincolo, e firma un accordo triennale con il Piacenza, squadra militante in Serie B. Dopo aver disputato la prima parte della stagione 2007-2008 con gli emiliani (17 presenze e 2 reti), nel gennaio 2008 viene ceduto in prestito al Siena. Con i toscani disputa 15 gare realizzando 3 reti, tra cui il gol del pareggio nella partita Inter-Siena, che rimanda all'ultima giornata di campionato la conquista dello scudetto 2007-2008 da parte dei nerazzurri. L'11 luglio seguente viene acquisito a titolo definitivo dalla compagine toscana, che paga il cartellino del giocatore 6 milioni di euro. Nel campionato 2008-2009 è titolare nel ruolo di trequartista, realizzando 5 reti in 36 partite.

#### Genoa e Inter
Nell'estate 2009 passa a titolo definitivo al Genoa, in cambio dei cartellini di Manuel Coppola e Gianluca Pegolo e un conguaglio in denaro. Dopo aver superato alcuni problemi di ambientamento, diventa titolare della formazione di Gian Piero Gasperini; il 14 ottobre 2009, durante un allenamento subisce un grave infortunio al legamento crociato anteriore del ginocchio sinistro, che lo terrà fuori per diversi mesi. Torna al gol il 24 marzo, segnando nei minuti di recupero su rigore il 2-2 in casa contro il
Palermo.
Il 29 gennaio 2011 viene ceduto all'Inter con la formula del prestito con diritto di riscatto fissato a 8 milioni di euro. Esordisce con i nerazzurri il 30 gennaio, nella partita Inter-Palermo terminata 3-2 per i nerazzurri; con l'Inter totalizza 20 presenze tra campionato e coppe, conquistando la Coppa Italia dopo la vittoria in finale contro il Palermo. Al termine della stagione l'Inter decide di non sfruttare il diritto di riscatto che deteneva sul cartellino del giocatore.

#### Fiorentina e Al-Arabi
Il 18 agosto 2011 viene acquistato in compartecipazione per 2,5 milioni di euro dalla Fiorentina, firmando un contratto biennale con opzione per il terzo anno da 1,3 milioni a stagione. La stagione in maglia viola è negativa, a causa di difficoltà ambientali e legate allo spogliatoio, ed è poco impiegato dall'allenatore Delio Rossi. Il 23 giugno 2012 né il Genoa né la Fiorentina presentano buste per la risoluzione della comproprietà, e il giocatore rimane alla squadra toscana; il 10 luglio successivo Kharja rescinde consensualmente il contratto, e subito dopo si accorda con la squadra del Qatar Al-Arabi firmando un contratto biennale.
Il 21 marzo 2013 è coinvolto in una rissa nel finale della partita contro l'Al-Gharafa, scontrandosi con il centrocampista avversario Nenê, che lo colpisce con un pugno. A causa di questo diverbio Kharja viene squalificato per 10 giornate il 27 marzo successivo.
Nel settembre 2013 rescinde il contratto con il club portandolo in tribunale insieme agli altri compagni, a causa di un contenzioso per il mancato pagamento degli stipendi, l'11 gennaio 2015 vince la causa con il suo vecchio club il quale lo dovrà risarcire con un contenzioso di 3 milioni di euro.

#### Sochaux
Dopo un periodo da svincolato, il 10 ottobre 2014 viene ingaggiato con un contratto annuale dal Sochaux, club francese militante in Ligue 2 scegliendo la maglia numero 44. Il 7 novembre fa il suo esordio in campionato nella gara vinta 2-1 contro il GFC Ajaccio subentrando al 61' a Stophira Sunzu. il 6 marzo 2015 segna il suo primo gol con i leoncini rimontando da 1-0 a 2-1 e consegnando il gol della vittoria ai danni del Tours.

#### Steaua Bucarest
Il 17 settembre 2015 Kharja firma un contratto annuale con la Steaua Bucarest. Il 16 novembre seguente viene operato dopo la rottura del legamento crociato anteriore del ginocchio destro, subendo così uno stop forzato di diversi mesi.
Il 1⁰ luglio 2016, a causa degli svariati problemi fisici, dirà addio al calcio giocato.

### Nazionale
Nel 2004, dopo la stagione in Serie B con la Ternana, si è guadagnato un posto nella nazionale marocchina, con la quale ha disputato 4 edizioni della Coppa delle Nazioni Africane (2004, 2006, 2008 e 2012) e i Giochi Olimpici di Londra 2012. Ha totalizzato 75 presenze nella nazionale maggiore e 3 presenze nella Nazionale Olimpica.

## Statistiche

### Presenze e reti nei club
| Stagione        | Squadra          | Campionato      | Campionato | Campionato | Coppe nazionali | Coppe nazionali | Coppe nazionali | Coppe continentali | Coppe continentali | Coppe continentali | Altre coppe | Altre coppe | Altre coppe | Totale | Totale |
| Stagione        | Squadra          | Comp            | Pres       | Reti       | Comp            | Pres            | Reti            | Comp               | Pres               | Reti               | Comp        | Pres        | Reti        | Pres   | Reti   |
| --------------- | ---------------- | --------------- | ---------- | ---------- | --------------- | --------------- | --------------- | ------------------ | ------------------ | ------------------ | ----------- | ----------- | ----------- | ------ | ------ |
| 2000-2001       | Sporting Lisbona | PL              | 0          | 0          | CP              | 0               | 0               | UCL                | 0                  | 0                  | -           | -           | -           | 0      | 0      |
| 2001-2002       | Ternana          | B               | 23         | 2          | CI              | 0               | 0               | -                  | -                  | -                  | -           | -           | -           | 23     | 2      |
| 2002-2003       | Ternana          | B               | 28         | 2          | CI              | 5               | 0               | -                  | -                  | -                  | -           | -           | -           | 33     | 2      |
| 2003-2004       | Ternana          | B               | 35         | 3          | CI              | 1               | 0               | -                  | -                  | -                  | -           | -           | -           | 36     | 3      |
| 2004-2005       | Ternana          | B               | 33         | 2          | CI              | 2               | 0               | -                  | -                  | -                  | -           | -           | -           | 35     | 2      |
| 2005-2006       | Roma             | A               | 12         | 1          | CI              | 5               | 0               | CU                 | 8                  | 0                  | -           | -           | -           | 25     | 1      |
| 2006-apr. 2007  | Ternana          | C1              | 0          | 0          | CI+CIC          | 0               | 0               | -                  | -                  | -                  | -           | -           | -           | 0      | 0      |
| Totale Ternana  | Totale Ternana   | Totale Ternana  | 119        | 9          |                 | 8               | 0               |                    | -                  | -                  |             | -           | -           | 127    | 9      |
| apr.-giu. 2007  | Piacenza         | B               | 0          | 0          | CI              | 0               | 0               | -                  | -                  | -                  | -           | -           | -           | 0      | 0      |
| 2007-gen. 2008  | Piacenza         | B               | 17         | 2          | CI              | 1               | 0               | -                  | -                  | -                  | -           | -           | -           | 18     | 2      |
| Totale Piacenza | Totale Piacenza  | Totale Piacenza | 17         | 2          |                 | 1               | 0               |                    | -                  | -                  |             | -           | -           | 18     | 2      |
| gen.-giu. 2008  | Siena            | A               | 15         | 3          | CI              | 0               | 0               | -                  | -                  | -                  | -           | -           | -           | 15     | 3      |
| 2008-2009       | Siena            | A               | 36         | 5          | CI              | 2               | 1               | -                  | -                  | -                  | -           | -           | -           | 38     | 6      |
| Totale Siena    | Totale Siena     | Totale Siena    | 51         | 8          |                 | 2               | 1               |                    | -                  | -                  |             | -           | -           | 53     | 9      |
| 2009-2010       | Genoa            | A               | 7          | 3          | CI              | 0               | 0               | UEL                | 4                  | 1                  | -           | -           | -           | 11     | 4      |
| 2010-gen. 2011  | Genoa            | A               | 13         | 0          | CI              | 2               | 1               | -                  | -                  | -                  | -           | -           | -           | 15     | 1      |
| Totale Genoa    | Totale Genoa     | Totale Genoa    | 20         | 3          |                 | 2               | 1               |                    | 4                  | 1                  |             | -           | -           | 26     | 5      |
| gen.-giu. 2011  | Inter            | A               | 15         | 1          | CI              | 1               | 0               | UCL                | 3                  | 0                  | SI+SU+Cmc   | -           | -           | 19     | 1      |
| 2011-2012       | Fiorentina       | A               | 19         | 0          | CI              | 2               | 0               | -                  | -                  | -                  | -           | -           | -           | 21     | 0      |
| 2012-2013       | Al-Arabi         | QSL             | 19         | 2          | -               | -               | -               | -                  | -                  | -                  | -           | -           | -           | 19     | 2      |
| ott. 2014-2015  | Sochaux          | L2              | 22         | 1          | CF              | -               | -               | -                  | -                  | -                  | -           | -           | -           | 22     | 1      |
| set. 2015-2016  | Steaua Bucarest  | Liga I          | 5          | 0          | CR+CdL          | 0+0             | 0+0             | -                  | -                  | -                  | -           | -           | -           | 5      | 0      |
| Totale carriera | Totale carriera  | Totale carriera | 325        | 28         |                 | 23              | 2               |                    | 15                 | 1                  |             | -           | -           | 363    | 32     |

### Cronologia presenze e reti in nazionale
| Cronologia completa delle presenze e delle reti in nazionale ― Marocco | Cronologia completa delle presenze e delle reti in nazionale ― Marocco | Cronologia completa delle presenze e delle reti in nazionale ― Marocco | Cronologia completa delle presenze e delle reti in nazionale ― Marocco | Cronologia completa delle presenze e delle reti in nazionale ― Marocco | Cronologia completa delle presenze e delle reti in nazionale ― Marocco | Cronologia completa delle presenze e delle reti in nazionale ― Marocco | Cronologia completa delle presenze e delle reti in nazionale ― Marocco |
| Data                                                                   | Città                                                                  | In casa                                                                | Risultato                                                              | Ospiti                                                                 | Competizione                                                           | Reti                                                                   | Note                                                                   |
| ---------------------------------------------------------------------- | ---------------------------------------------------------------------- | ---------------------------------------------------------------------- | ---------------------------------------------------------------------- | ---------------------------------------------------------------------- | ---------------------------------------------------------------------- | ---------------------------------------------------------------------- | ---------------------------------------------------------------------- |
| 20-6-2003                                                              | Rabat                                                                  | Marocco                                                                | 2 – 0                                                                  | Gabon                                                                  | Qual. Coppa d'Africa 2004                                              | -                                                                      | 88’                                                                    |
| 6-7-2003                                                               | Bata                                                                   | Guinea Equatoriale                                                     | 0 – 1                                                                  | Marocco                                                                | Qual. Coppa d'Africa 2004                                              | 1                                                                      | Ingresso                                                               |
| 10-9-2003                                                              | Marrakech                                                              | Marocco                                                                | 2 – 0                                                                  | Trinidad e Tobago                                                      | Amichevole                                                             | -                                                                      | 74’                                                                    |
| 11-10-2003                                                             | Tunisi                                                                 | Tunisia                                                                | 0 – 0                                                                  | Marocco                                                                | Amichevole                                                             | -                                                                      | 71’                                                                    |
| 15-11-2003                                                             | Meknès                                                                 | Marocco                                                                | 1 – 0                                                                  | Burkina Faso                                                           | Amichevole                                                             | -                                                                      | 74’                                                                    |
| 19-11-2003                                                             | Casablanca                                                             | Marocco                                                                | 0 – 1                                                                  | Mali                                                                   | Amichevole                                                             | -                                                                      |                                                                        |
| 27-1-2004                                                              | Monastir                                                               | Nigeria                                                                | 0 – 1                                                                  | Marocco                                                                | Coppa d'Africa 2004 - 1º turno                                         | -                                                                      |                                                                        |
| 31-1-2004                                                              | Sfax                                                                   | Marocco                                                                | 4 – 0                                                                  | Benin                                                                  | Coppa d'Africa 2004 - 1º turno                                         | -                                                                      |                                                                        |
| 4-2-2004                                                               | Susa                                                                   | Marocco                                                                | 1 – 1                                                                  | Sudafrica                                                              | Coppa d'Africa 2004 - 1º turno                                         | -                                                                      | 51’                                                                    |
| 8-2-2004                                                               | Sfax                                                                   | Marocco                                                                | 3 – 1 dts                                                              | Algeria                                                                | Coppa d'Africa 2004 - Quarti di finale                                 | -                                                                      | 90+1’                                                                  |
| 31-3-2004                                                              | Sfax                                                                   | Marocco                                                                | 3 – 1                                                                  | Angola                                                                 | Amichevole                                                             | -                                                                      |                                                                        |
| 28-4-2004                                                              | Casablanca                                                             | Marocco                                                                | 0 – 1                                                                  | Argentina                                                              | Amichevole                                                             | -                                                                      |                                                                        |
| 5-6-2004                                                               | Blantyre                                                               | Malawi                                                                 | 1 – 1                                                                  | Marocco                                                                | Qual. Mondiali 2006                                                    | -                                                                      | 75’                                                                    |
| 3-7-2004                                                               | Gaborone                                                               | Botswana                                                               | 0 – 1                                                                  | Marocco                                                                | Qual. Mondiali 2006                                                    | -                                                                      |                                                                        |
| 4-9-2004                                                               | Gaborone                                                               | Marocco                                                                | 1 – 1                                                                  | Tunisia                                                                | Qual. Mondiali 2006                                                    | -                                                                      | 56’                                                                    |
| 10-10-2004                                                             | Conakry                                                                | Guinea                                                                 | 1 – 1                                                                  | Marocco                                                                | Qual. Mondiali 2006                                                    | -                                                                      |                                                                        |
| 17-11-2004                                                             | Rabat                                                                  | Marocco                                                                | 4 – 0                                                                  | Burkina Faso                                                           | Amichevole                                                             | -                                                                      |                                                                        |
| 9-2-2005                                                               | Rabat                                                                  | Marocco                                                                | 5 – 1                                                                  | Kenya                                                                  | Qual. Mondiali 2006                                                    | -                                                                      |                                                                        |
| 25-3-2005                                                              | Rabat                                                                  | Marocco                                                                | 1 – 0                                                                  | Guinea                                                                 | Qual. Mondiali 2006                                                    | -                                                                      | 89’                                                                    |
| 4-6-2005                                                               | Rabat                                                                  | Marocco                                                                | 4 – 1                                                                  | Kenya                                                                  | Qual. Mondiali 2006                                                    | 1                                                                      |                                                                        |
| 18-6-2005                                                              | Nairobi                                                                | Kenya                                                                  | 0 – 0                                                                  | Marocco                                                                | Qual. Mondiali 2006                                                    | -                                                                      |                                                                        |
| 17-8-2005                                                              | Rouen                                                                  | Marocco                                                                | 0 – 1                                                                  | Togo                                                                   | Amichevole                                                             | -                                                                      | 46’                                                                    |
| 3-9-2005                                                               | Rabat                                                                  | Marocco                                                                | 1 – 0                                                                  | Botswana                                                               | Qual. Mondiali 2006                                                    | -                                                                      | 66’                                                                    |
| 8-10-2005                                                              | Radès                                                                  | Tunisia                                                                | 2 – 2                                                                  | Marocco                                                                | Qual. Mondiali 2006                                                    | -                                                                      | 90+2’                                                                  |
| 15-11-2005                                                             | Alès                                                                   | Camerun                                                                | 0 – 0                                                                  | Marocco                                                                | Amichevole                                                             | -                                                                      | 46’                                                                    |
| 9-1-2006                                                               | Rabat                                                                  | Marocco                                                                | 3 – 0                                                                  | RD del Congo                                                           | Amichevole                                                             | -                                                                      | Uscita                                                                 |
| 14-1-2006                                                              | Marrakech                                                              | Marocco                                                                | 1 – 0                                                                  | Zimbabwe                                                               | Amichevole                                                             | -                                                                      |                                                                        |
| 18-1-2006                                                              | Rabat                                                                  | Marocco                                                                | 2 – 2                                                                  | Angola                                                                 | Amichevole                                                             | -                                                                      |                                                                        |
| 21-1-2006                                                              | Cairo                                                                  | Marocco                                                                | 0 – 1                                                                  | Costa d'Avorio                                                         | Coppa d'Africa 2006 - 1º turno                                         | -                                                                      | 83’                                                                    |
| 24-1-2006                                                              | Cairo                                                                  | Egitto                                                                 | 0 – 0                                                                  | Marocco                                                                | Coppa d'Africa 2006 - 1º turno                                         | -                                                                      |                                                                        |
| 28-1-2006                                                              | Cairo                                                                  | Libia                                                                  | 0 – 0                                                                  | Marocco                                                                | Coppa d'Africa 2006 - 1º turno                                         | -                                                                      |                                                                        |
| 16-8-2006                                                              | Rabat                                                                  | Marocco                                                                | 1 – 0                                                                  | Burkina Faso                                                           | Amichevole                                                             | -                                                                      | 48’                                                                    |
| 2-6-2007                                                               | Rabat                                                                  | Marocco                                                                | 2 – 0                                                                  | Zimbabwe                                                               | Qual. Coppa d'Africa 2008                                              | -                                                                      | 44’                                                                    |
| 16-6-2007                                                              | Blantyre                                                               | Malawi                                                                 | 0 – 1                                                                  | Marocco                                                                | Qual. Coppa d'Africa 2008                                              | -                                                                      |                                                                        |
| 8-9-2007                                                               | Rouen                                                                  | Ghana                                                                  | 2 – 0                                                                  | Marocco                                                                | Amichevole                                                             | -                                                                      |                                                                        |
| 17-10-2007                                                             | Rabat                                                                  | Marocco                                                                | 2 – 0                                                                  | Namibia                                                                | Amichevole                                                             | -                                                                      | 87’                                                                    |
| 16-11-2007                                                             | Saint-Denis                                                            | Francia                                                                | 2 – 2                                                                  | Marocco                                                                | Amichevole                                                             | -                                                                      | 46’                                                                    |
| 21-11-2007                                                             | Créteil                                                                | Marocco                                                                | 3 – 0                                                                  | Senegal                                                                | Amichevole                                                             | -                                                                      |                                                                        |
| 12-1-2008                                                              | Fès                                                                    | Marocco                                                                | 2 – 0                                                                  | Zambia                                                                 | Amichevole                                                             | -                                                                      |                                                                        |
| 16-1-2008                                                              | Rabat                                                                  | Marocco                                                                | 2 – 1                                                                  | Angola                                                                 | Amichevole                                                             | -                                                                      | 70’                                                                    |
| 24-1-2008                                                              | Accra                                                                  | Guinea                                                                 | 3 – 2                                                                  | Marocco                                                                | Coppa d'Africa 2008 - 1º turno                                         | -                                                                      | 55’                                                                    |
| 28-1-2008                                                              | Accra                                                                  | Ghana                                                                  | 2 – 0                                                                  | Marocco                                                                | Coppa d'Africa 2008 - 1º turno                                         | -                                                                      | 46’                                                                    |
| 26-3-2008                                                              | Bruxelles                                                              | Belgio                                                                 | 1 – 4                                                                  | Marocco                                                                | Amichevole                                                             | -                                                                      |                                                                        |
| 31-5-2008                                                              | Casablanca                                                             | Marocco                                                                | 3 – 0                                                                  | Etiopia                                                                | Qual. Mondiali 2010                                                    | 1                                                                      |                                                                        |
| 7-6-2008                                                               | Nouakchott                                                             | Mauritania                                                             | 1 – 4                                                                  | Marocco                                                                | Qual. Mondiali 2010                                                    | 1                                                                      |                                                                        |
| 14-6-2008                                                              | Kigali                                                                 | Ruanda                                                                 | 3 – 1                                                                  | Marocco                                                                | Qual. Mondiali 2010                                                    | -                                                                      |                                                                        |
| 21-6-2008                                                              | Casablanca                                                             | Marocco                                                                | 2 – 0                                                                  | Ruanda                                                                 | Qual. Mondiali 2010                                                    | -                                                                      |                                                                        |
| 20-8-2008                                                              | Casablanca                                                             | Marocco                                                                | 3 – 1                                                                  | Benin                                                                  | Amichevole                                                             | 1                                                                      | 86’                                                                    |
| 6-9-2008                                                               | Mascate                                                                | Oman                                                                   | 0 – 0                                                                  | Marocco                                                                | Amichevole                                                             | -                                                                      | 73’                                                                    |
| 11-10-2008                                                             | Rabat                                                                  | Marocco                                                                | 4 – 1                                                                  | Mauritania                                                             | Qual. Mondiali 2010                                                    | -                                                                      |                                                                        |
| 19-11-2008                                                             | Casablanca                                                             | Marocco                                                                | 3 – 0                                                                  | Zambia                                                                 | Amichevole                                                             | 1                                                                      | 86’                                                                    |
| 11-2-2009                                                              | Casablanca                                                             | Marocco                                                                | 0 – 0                                                                  | Rep. Ceca                                                              | Amichevole                                                             | -                                                                      |                                                                        |
| 28-3-2009                                                              | Casablanca                                                             | Marocco                                                                | 1 – 2                                                                  | Gabon                                                                  | Qual. Mondiali 2010                                                    | -                                                                      |                                                                        |
| 31-3-2009                                                              | Lisbona                                                                | Angola                                                                 | 0 – 2                                                                  | Marocco                                                                | Amichevole                                                             | -                                                                      | 63’                                                                    |
| 7-6-2009                                                               | Yaoundé                                                                | Camerun                                                                | 0 – 0                                                                  | Marocco                                                                | Qual. Mondiali 2010                                                    | -                                                                      | 85’                                                                    |
| 20-6-2009                                                              | Rabat                                                                  | Marocco                                                                | 0 – 0                                                                  | Togo                                                                   | Qual. Mondiali 2010                                                    | -                                                                      |                                                                        |
| 12-8-2009                                                              | Rabat                                                                  | Marocco                                                                | 1 – 1                                                                  | Rep. del Congo                                                         | Amichevole                                                             | -                                                                      |                                                                        |
| 6-9-2009                                                               | Lomé                                                                   | Togo                                                                   | 1 – 1                                                                  | Marocco                                                                | Qual. Mondiali 2010                                                    | -                                                                      | 76’                                                                    |
| 10-10-2009                                                             | Libreville                                                             | Gabon                                                                  | 3 – 1                                                                  | Marocco                                                                | Qual. Mondiali 2010                                                    | -                                                                      | 85’                                                                    |
| 9-10-2010                                                              | Dar es Salaam                                                          | Tanzania                                                               | 0 – 1                                                                  | Marocco                                                                | Qual. Coppa d'Africa 2012                                              | -                                                                      |                                                                        |
| 17-11-2010                                                             | Belfast                                                                | Irlanda del Nord                                                       | 1 – 1                                                                  | Marocco                                                                | Amichevole                                                             | -                                                                      |                                                                        |
| 9-2-2011                                                               | Marrakech                                                              | Marocco                                                                | 3 – 0                                                                  | Niger                                                                  | Amichevole                                                             | -                                                                      | 57’ 58’                                                                |
| 27-3-2011                                                              | Annaba                                                                 | Algeria                                                                | 1 – 0                                                                  | Marocco                                                                | Qual. Coppa d'Africa 2012                                              | -                                                                      |                                                                        |
| 4-6-2011                                                               | Marrakech                                                              | Marocco                                                                | 4 – 0                                                                  | Algeria                                                                | Qual. Coppa d'Africa 2012                                              | -                                                                      |                                                                        |
| 10-8-2011                                                              | Dakar                                                                  | Senegal                                                                | 0 – 2                                                                  | Marocco                                                                | Amichevole                                                             | 1                                                                      | 84’                                                                    |
| 4-9-2011                                                               | Bangui                                                                 | Rep. Centrafricana                                                     | 0 – 0                                                                  | Marocco                                                                | Qual. Coppa d'Africa 2012                                              | -                                                                      |                                                                        |
| 9-10-2011                                                              | Marrakech                                                              | Marocco                                                                | 3 – 1                                                                  | Tanzania                                                               | Qual. Coppa d'Africa 2012                                              | -                                                                      | 79’                                                                    |
| 13-11-2011                                                             | Marrakech                                                              | Marocco                                                                | 1 – 1                                                                  | Camerun                                                                | Amichevole                                                             | -                                                                      |                                                                        |
| 23-1-2012                                                              | Libreville                                                             | Marocco                                                                | 1 – 2                                                                  | Tunisia                                                                | Coppa d'Africa 2012 - 1º turno                                         | 1                                                                      |                                                                        |
| 27-1-2012                                                              | Libreville                                                             | Gabon                                                                  | 3 – 2                                                                  | Marocco                                                                | Coppa d'Africa 2012 - 1º turno                                         | 2                                                                      |                                                                        |
| 31-1-2012                                                              | Libreville                                                             | Niger                                                                  | 0 – 1                                                                  | Marocco                                                                | Coppa d'Africa 2012 - 1º turno                                         | -                                                                      | 40’                                                                    |
| 25-5-2012                                                              | Marrakech                                                              | Marocco                                                                | 0 – 1                                                                  | Senegal                                                                | Amichevole                                                             | -                                                                      |                                                                        |
| 2-6-2012                                                               | Bakau                                                                  | Gambia                                                                 | 1 – 1                                                                  | Marocco                                                                | Qual. Mondiali 2014                                                    | 1                                                                      |                                                                        |
| 9-6-2012                                                               | Marrakech                                                              | Marocco                                                                | 2 – 2                                                                  | Costa d'Avorio                                                         | Qual. Mondiali 2014                                                    | 1                                                                      |                                                                        |
| 16-8-2012                                                              | Rabat                                                                  | Marocco                                                                | 1 – 2                                                                  | Guinea                                                                 | Amichevole                                                             | -                                                                      |                                                                        |
| 9-9-2012                                                               | Maputo                                                                 | Mozambico                                                              | 2 – 0                                                                  | Marocco                                                                | Qual. Coppa d'Africa 2013                                              | -                                                                      | 90+1’                                                                  |
| 13-10-2012                                                             | Rabat                                                                  | Marocco                                                                | 4 – 0                                                                  | Mozambico                                                              | Qual. Coppa d'Africa 2013                                              | 1                                                                      |                                                                        |
| 28-3-2015                                                              | Agadir                                                                 | Marocco                                                                | 0 – 1                                                                  | Uruguay                                                                | Amichevole                                                             | -                                                                      |                                                                        |
| 12-6-2015                                                              | Agadir                                                                 | Marocco                                                                | 1 – 0                                                                  | Libia                                                                  | Qual. Coppa d'Africa 2017                                              | -                                                                      |                                                                        |
| Totale                                                                 |                                                                        | Presenze (6º posto)                                                    | 79                                                                     |                                                                        | Reti                                                                   | 13                                                                     |                                                                        |

## Palmarès

### Club
- Coppa Italia: 1

Inter: 2010-2011
- Coppa di lega rumena: 1

Steaua Bucarest: 2015-2016

### Individuale
- Capocannoniere della Coppa d'Africa: 1

2012